# Cube de Bedlam
Le cube de Bedlam est un casse-tête mécanique inventé par le créateur de puzzles britannique Bruce Bedlam.

## Composition
Le puzzle est composé de treize pièces polycubiques : douze pentacubes et un tétracube. L'objectif est de les assembler afin de fomer un cube de dimensions 4 x 4 x 4, chaque côté mesurant 6,5 cm. Il y a en tout 19 186 façons de procéder,.
Le cube de Bedlam est une unité par face plus large que le cube Soma (3 x 3 x 3), et est par conséquent beaucoup plus difficile à résoudre que ce dernier.

## Histoire
Deux des « Dragons » de l'émission Dans l'œil du dragon (BBC), Rachel Elnaugh (en) et Theo Paphitis (en), veulent investir dans le cube de Bedlam durant la seconde saison. Ils proposent 100 000 livres sterling, soit 30 % du capital de Bedlam Puzzles. Danny Bamping, l'entrepreneur gérant le financement du cube de Bedlam, choisit finalement d'effectuer un emprunt bancaire à la place d'accepter l'investissement proposé, comme montré dans l'épisode de Dragons' Den intitulé « Where Are They Now ».

## Records
Selon le Livre Guinness des records, le record du monde officiel d'assemblage du cube de Bedlam est de 11,03 secondes ; il a été réalisé par Danny Bamping le 9 novembre 2006. Le record d'assemblage du cube avec les yeux bandés, réalisé par le Norvégien Aleksandr Iljasov le 25 février 2008, est de 27,21 secondes.